# Grand Prix d'été de combiné nordique 2023
Navigation
2022 2024
Le Grand Prix d'été de combiné nordique 2023 est la vingt-cinquième édition de la compétition estivale de combiné nordique.
Elle se déroule, pour les femmes comme pour les hommes, du 26 août au 3 septembre, en cinq épreuves disputées sur trois sites différents, situés en Allemagne et en Autriche. Comme le grand prix a lieu en été, l'épreuve de saut à ski se pratique sur des tremplins spécialement aménagés, et l'épreuve de fond implique l'utilisation de ski-roues par les athlètes.
Pour la première fois, le format « compact » et le sprint par équipes mixte sont disputés en compétition.
Chez les femmes, Ema Volavšek (de) réalise quatre podiums dont une victoire et elle remporte également le classement général. Elle avait déjà remportée la compétition en 2022. Chez les hommes, Johannes Rydzek remporte le classement général après avoir réalisé deux podiums dont une victoire. Les autres courses sont remportées par Julian Schmid et par Ilkka Herola.

## Organisation de la compétition

### Programme de la compétition
Le calendrier initial de la saison prévoit cinq épreuves, tant féminines que masculines, sur trois sites.
La compétition débutera en Allemagne, à Oberwiesenthal, se poursuivra dans ce même pays, à Oberstdorf, puis changera de pays pour s'achever à Villach, en Autriche.

### Format des épreuves
La compétition s'ouvre, tant pour les hommes que pour les femmes, par une compétition individuelle (pour les femmes, 5 km, et pour les hommes, 10 km) ; elle est suivie, le lendemain, par un sprint mixte par équipes. L'objectif de la Fédération internationale de ski avec le sprint par équipes mixte est d'avoir une compétition par équipes ouverte à un plus grand nombre de nations.
Ensuite, trois épreuves individuelles sont proposées tant aux femmes qu'aux hommes, dont le nouveau format compact. Le meilleur sauteur porte un dossard bleu et le meilleur skieur porte un dossard rouge.

#### Sprint par équipes mixte
Cette épreuve est composée par équipe de deux (un homme et une femme). Les deux athlètes effectuent un saut chacun et des points sont attribués pour la longueur et le style. Le départ de la course de fond s'effectue selon la cotation suivante (1 point = 2 secondes). Un des athlètes occupant la première place du classement de saut s’élance en premier, et les autres s’élancent ensuite dans l’ordre fixé. La course de fond de 2 × 7,5 kilomètres avec changement d’athlète tous les 1,5 kilomètre. Le premier athlète à franchir la ligne d’arrivée permet à son équipe de remporter l’épreuve.
Les nations ne peuvent engager plus de trois équipes pour cette épreuve. Les huit premières équipes à l'arrivée marquent des points suivants la répartition suivante :
| Place  | 1er | 2e  | 3e  | 4e  | 5e  | 6e | 7e | 8e |
| ------ | --- | --- | --- | --- | --- | -- | -- | -- |
| Points | 200 | 175 | 150 | 125 | 100 | 75 | 50 | 25 |

#### Individuel Gundersen
Les athlètes exécutent premièrement un saut sur un tremplin suivi d’une course de rollerski de 10 km. À la suite du saut, des points sont attribués pour la longueur et le style. Le départ de la course de rollerski s'effectue selon la méthode Gundersen (1 point = 4 secondes), le coureur occupant la première place du classement de saut s’élance en premier, et les autres s’élancent ensuite dans l’ordre fixé. Le premier skieur à franchir la ligne d’arrivée remporte l’épreuve.
Les quarante premiers athlètes à l'arrivée marquent des points suivant la répartition suivante, :
| Place | Points | Place | Points | Place | Points | Place | Points |
| ----- | ------ | ----- | ------ | ----- | ------ | ----- | ------ |
| 1er   | 100    | 11e   | 40     | 21e   | 20     | 31e   | 10     |
| 2e    | 90     | 12e   | 38     | 22e   | 19     | 32e   | 9      |
| 3e    | 80     | 13e   | 36     | 23e   | 18     | 33e   | 8      |
| 4e    | 70     | 14e   | 34     | 24e   | 17     | 34e   | 7      |
| 5e    | 60     | 15e   | 32     | 25e   | 16     | 35e   | 6      |
| 6e    | 55     | 16e   | 30     | 26e   | 15     | 36e   | 5      |
| 7e    | 52     | 17e   | 28     | 27e   | 14     | 37e   | 4      |
| 8e    | 49     | 18e   | 26     | 28e   | 13     | 38e   | 3      |
| 9e    | 46     | 19e   | 24     | 29e   | 12     | 39e   | 2      |
| 10e   | 43     | 20e   | 22     | 30e   | 11     | 40e   | 1      |

#### Individuel Compact
Pour le format « compact », c'est la première fois que ce format sera disputé. Lors de son introduction, il a été fortement décrié par les sauteurs qui se sentent désavantagé. Pour l'épreuve compact, la table de Gundersen n'est pas utilisé pour la conversion en temps, c'est uniquement la place dans le concours de saut qui détermine l'écart au départ de la course de rollerski.
Les écarts lors du départ lors de la course de ski de fond suivent le tableau suivant :
| Place | Ecart         | Place          | Ecart         |
| ----- | ------------- | -------------- | ------------- |
| 1er   | 0 min 00 s    | 14e            | + 00 min 46 s |
| 2e    | + 00 min 06 s | 15e            | + 00 min 48 s |
| 3e    | + 00 min 12 s | 16e            | + 00 min 50 s |
| 4e    | + 00 min 17 s | 17e            | + 00 min 52 s |
| 5e    | + 00 min 22 s | 18e            | + 00 min 54 s |
| 6e    | + 00 min 26 s | 19e            | + 00 min 56 s |
| 7e    | + 00 min 30 s | 20e            | + 01 min 00 s |
| 8e    | + 00 min 33 s | 21e - 23e      | + 01 min 05 s |
| 9e    | + 00 min 36 s | 24e - 26e      | + 01 min 10 s |
| 10e   | + 00 min 38 s | 27e - 29e      | + 01 min 15 s |
| 11e   | + 00 min 40 s | 30e - 32e      | + 01 min 20 s |
| 12e   | + 00 min 42 s | 33e - 35e      | + 01 min 25 s |
| 13e   | + 00 min 44 s | 36e et au-delà | + 01 min 30 s |

Les quarante premiers athlètes à l'arrivée marquent des points suivant la même répartition que pour l'Individuel Gundersen.

### Dotation financière
Les représentants des athlètes ont souhaité que les répartitions soient équitablement répartis entre les hommes et les femmes.
La répartition financière est la suivante pour les courses, :
| Place                                                                          | 1er   | 2e    | 3e    | 4e    | 5e    | 6e  |
| ------------------------------------------------------------------------------ | ----- | ----- | ----- | ----- | ----- | --- |
| Montants en euros pour les Femmes et les Hommes pour les courses individuelles | 1 800 | 1 300 | 900   | 650   | 450   | 400 |
| Montants en euros pour la compétition mixte                                    | 3 500 | 2 400 | 1 800 | 1 500 | 1 000 | 800 |

Pour le classement général final, les hommes se partagent 5 000 €. Le premier du classement général remporte 2 500 €, le deuxième 1 500 € et le troisième 1 000 €. La dotation financière et la répartition est identique pour les femmes.

## Avant la compétition

### Athlètes participants
Chez les femmes, Les fédérations peuvent engager le nombre d'athlètes qu'elle souhaitent. Cependant les compétitrices doivent avoir marqué des points en coupe du monde, en coupe continentale ou alors avoir participé aux Championnats du monde junior ou à des compétitions dans les jeunes catégories.
Chez les hommes, les nations qui le souhaitent peuvent engager un nombre limité d'athlètes par compétition :
| Nations                                         | Quotas | Motifs |
| ----------------------------------------------- | ------ | --- |
| Autriche, Allemagne, Norvège                    | 8      | Nations classées aux trois premières places du classement des nations de la Coupe du monde de combiné nordique 2022-2023             |
| Japon, Finlande, France                         | 6      | Nations classées entre la quatrième et la sixième place du classement des nations de la Coupe du monde de combiné nordique 2022-2023 |
| Estonie, Italie, Tchéquie, États-Unis, Slovénie | 4      | Autres nations classées dans le classement des nations de la Coupe du monde de combiné nordique 2022-2023                            |
| Autres nations                                  | 2      | Nations n'ayant marqué aucun point en coupe du monde                                                                                 |

La nation « à domicile » peut engager quatre athlètes supplémentaires.
Comme pour les femmes, sont sélectionnables, les athlètes ayant :
- marqué des points en coupe du monde ;
- marqué des points en coupe continentale ;
- participé à la coupe du monde, à la coupe continentale ou aux championnats du monde junior.

### Participants
Pour remporter le classement général de la compétition, il faut participer à toutes les courses. Certains pays font des impasses et ne seront donc pas classés. Chez les Norvégiens, Jarl Magnus Riiber fait l'impasse sur toute la compétition. Par contre, d'autres athlètes comme Jørgen Graabak ou Jens Lurås Oftebro seront présents à Villach. Espen Bjørnstad, Kasper Moen Flatla (en) et Einar Lurås Oftebro sont espérés sur toutes les compétitions ainsi que les meilleures athlètes féminines.
Chez les Finlandais et les Français, les athlètes feront l'impasse sur les courses d'Oberwiesenthal,. Ainsi, il est difficile de déterminer un favori pour le classement final. Annika Sieff, une des meilleures athlètes de la saison passée, est absente car elle a décidé de passer au saut à ski.
Les Allemands comptent deux blessés : Cindy Haasch (de) et Jakob Lange. Jakob Lange s'est blessé à un ligament d'un genou et il ne reviendra à la compétition qu'au cours de l'hiver. Cindy Haasch est également blessée et il ne reviendra à la compétition qu'en 2024. La préparation des autres athlètes allemands se sont bien passés et ils sont impatients de voir où ils se situent par rapport aux autres nations. Il s'agit de la première compétition comme entraîneur pour Eric Frenzel.
Pour la première fois, un scanner 3D est testé lors de cette compétition afin de mesurer les athlètes et déterminer la taille autorisée pour les combinaisons. De plus, pour des raisons de sécurité, un stoppeur de ski et une sangle de sécurité sont mises en place,

## Déroulement de la compétition

### Oberwiesenthal
La première course de la compétition est une compétition individuelle. Chez les hommes, Julian Schmid réalise le record du tremplin à 110 m ce qui lui permet de prendre la tête du concours. Il devance Franz-Josef Rehrl qui a sauté à 103,5 m de 24 s. Johannes Rydzek est troisième à 43 s du leader. Christian Deuschl (de) est quatrième et il devance plusieurs athlètes allemands : Simon Mach (de), Wendelin Thannheimer, Manuel Faißt, Richard Stenzel et Tristan Sommerfeldt. Terence Weber et David Mach sont disqualifiés en raison de combinaisons non conformes. Alessandro Pittin se fait mal au genou lors de la réception de son saut. Il souffre d'une rupture des ligaments croisés. Lors de la course de rollerski, Julian Schmid fait la course seul en tête et l'emporte. Derrière, Johannes Rydzek réalise le meilleur temps de ski ce qui lui permet de reprendre Franz-Josef Rehrl puis de le lâcher dans la dernière montée. L’Autrichien parvient à conserver la troisième place. Manuel Faißt prend la quatrième place et il devance Wendelin Thannheimer, Fabian Riessle et Simon Mach. Chez les femmes, Gyda Westvold Hansen domine le concours de saut grâce au plus long saut du concours à 101 m. Elle devance de plus d'une minute Svenja Würth qui a sauté à 99 m. Nathalie Armbruster est troisième mais à près d'une minute et 30 s. Jenny Nowak est en quatrième place et elle devance Claudia Purker et Ema Volavšek (de). Lors de la course de rollerski, Gyda Westvold Hansen accentue son avance et elle termine avec plus de deux minutes d'avance sur les autres concurrentes. Ida Marie Hagen, douzième après le saut, part dans la « vague » à deux minutes et 30 s. Elle remonte toutes les concurrentes qui la précède sauf Gyda Westvold Hansen. Elle devance Ema Volavšek au sprint mais en raison de son départ dans la vague elle se classe troisième de la course derrière la Slovène. Nathalie Armbruster est quatrième et elle devance Jenny Nowak et Svenja Würth.
Le lendemain, le premier sprint par équipes mixte est au programme. Pour cette course, 16 équipes représentant 8 pays sont au départ. Le concours de saut est dominé par la première équipe norvégienne composée de Gyda Westvold Hansen et d'Espen Bjørnstad. Avec 100 m, Gyda Westvold Hansen a largement réalisé le meilleur saut chez les femmes. Son coéquipier Espen Bjørnstad n'est arrivé que septième avec 97 mètres chez les hommes. Cependant, cela suffit à prendre la tête avec 0,2 points d'avance sur la première équipe d'Allemagne composée de Nathalie Armbruster et de Julian Schmid. Les deux équipes sont dans la même seconde au départ de la course de rolllerski. Derrière, la troisième équipe d'Allemagne composée de Manuel Faisst qui réalise le plus long saut du jour à 101,5 m et de Svenja Würth est à 6 s,. Jenny Nowak et Johannes Rydzek, de l'équipe d'Allemagne II sont à 21 s de la tête et il devance de 6 s l'équipe d'Autriche I composée de Claudia Purker et de Christian Deuschl (de). La Slovénie composé d'Ema Volavsek (de) et de Gašper Brecl (de) sont à la sixième place devant la deuxième équipe norvégienne composée d'Ida Marie Hagen et de Kasper Moen Flatla (en) Huit équipes à moins d'une minute de la tête de course après le concours de saut à ski. Lors de la course de rollerski, la première équipe norvégienne, la première et la deuxième allemande skient ensemble. Derrière, Johannes Rydzek fait l'effort dans le premier relais et il revient sur le trio de tête. Cependant, Jenny Nowak et Svenja Würth ne peuvent pas suivre dans le deuxième relais et Gyda Westvold Hansen et Nathalie Armbruster s'échappent. Les deux équipes restent ensemble jusqu'en fin de course. Dans le dernier relais, Gyda Westvold Hansen lâche Nathalie Armbruster et la Norvège remporte le premier sprint par équipes mixte. Jenny Nowak et Johannes Rydzek prennent la troisième place devant une équipe italienne composée de Samuel Costa et Daniela Dejori.

### Oberstdorf
Chez les femmes, Gyda Westvold Hansen domine le concours de saut grâce à un saut à 97 m avec trois barres d'élan de moins que la plupart des autres concurrentes,. Svenja Würth est deuxième à 14 s grâce au plus long du concours à 97,5 m avec également moins d'élan (une barre de moins que les autres concurrentes). Cependant, l'Allemande est derrière malgré de meilleures notes de style en raison de son élan plus important que la Norvégienne. Jenny Nowak est troisième grâce à un saut à 96,5 m mais elle dispose de 43 s de retard sur Gyda Westvold Hansen. Nathalie Armbruster est quelques secondes derrière. Ema Volavsek (de) et Maria Gerboth sont à environ une minute et les autres athlètes sont plus loin. Lors de la course de rollerski, Gyda Westvold Hansen fait la course en tête et l'emporte. Derrière, trois athlètes (Ema Volavsek, Nathalie Armbruster et Jenny Nowak) se battent pour le podium. Au sprint, c'est Ema Volavsek qui prend la deuxième place devant Nathalie Armbruster. Jenny Nowak termine à la quatrième place à quelques secondes du podium.
Chez les hommes, l'Autrichien Franz-Josef Rehrl est en tête grâce à un saut à 133 m. Il devance Julian Schmid qui a sauté à 131,5 m de 18 s. Christian Deuschl (de) est troisième à 37 s. Laurent Muhlethaler est quatrième à 41 s grâce au plus long saut du jour à 136 m. Il n'est qu'en quatrième position car il a bénéficié de meilleures conditions de vent que les autres athlètes pendant son saut. Eero Hirvonen, troisième lors du concours 2022, est cinquième grâce à un saut à 135,5 m. Quatre Allemands suivent : David et Simon Mach devancent Terence Weber et Johannes Rydzek. Johannes Lamparter est à un peu plus d'une minute du leader. Lors de la course de rollerski, Franz-Josef Rehrl est rattrapé avant la mi-course par Julian Schmid et par Eero Hirvonen,. Les trois athlètes restent ensemble jusqu'au dernier tour. Dans le dernier tour, Eero Hivonen et Julian Schmid s'attaquent et Franz-Josef Rehrl est lâché. Finalement, Julian Schmid l'emporte au sprint devant Eero Hivonen. Franz-Josef Rehrl perd une trentaine de secondes dans le dernier tour mais il parvient à conserver la troisième place. Johannes Rydzek prend la quatrième place devant David Mach, Terence Weber et Manuel Faisst,.

### Villach
Le 2 septembre, le nouveau format « compact » est testé. Ce format semble plus à l'avantage des fondeurs car les écarts ne sont plus déterminés par les points de sauts mais seulement par le rang dans le concours de saut. Les écarts sont prédéfinis avec le deuxième du concours de saut qui partira à 6 s du premier par exemple.
Chez les femmes, c'est Gyda Westvold Hansen qui domine le concours de saut grâce à un saut à 88,5 m. Elle devance Ema Volavsek (de) qui a sauté à 89,5 m. La Slovène partira avec 6 s de retard sur la Norvégienne. Nathalie Armbruster est troisième à 12 s. Léna Brocard est quatrième à 17 s et elle devance Ida Marie Hagen, une fondeuse très rapide, qui est cinquième à 22 s. Le plus long saut du jour est réalisé par Svenja Würth à 96 m mais elle chute à la réception de son saut et ne participe pas à la course de rollerski. Lors de la course de rollerski, la leader et favorite Gyda Westvold Hansen abandonne. Ema Volavsek mène la course jusqu'au dernier tour. Elle est finalement doublée par Ida Marie Hagen qui remporte la course. Elle devance Ema Volavsek d'une dizaine de secondes et Nathalie Armbruster d'une vingtaine de secondes. Minja Korhonen prend la quatrième place devant Jenny Nowak et Léna Brocard.
Chez les hommes, Christian Deuschl (de) domine le concours de saut grâce à un saut à 93 m. Il devance de 6 s son compatriote Stefan Rettenegger qui a réalisé le plus long saut du concours à 93,5 m. Le Finlandais Ilkka Herola est troisième à 12 s. Franz-Josef Rehrl est quatrième et il devance Marco Heinis, Laurent Muhlethaler, Terence Weber, David Mach, Johannes Rydzek et Johannes Lamparter,. Lors de la course de rollerski, Christian Deuschl est vite rattrapé par Stefan Rettenegger et Ilka Herola. Lors de la fin du premier tour, le trio prend un raccourci et les trois athlètes sont disqualifiés,. La Finlande et l'Autriche ayant immédiatement protestés, les athlètes sont autorisés dans un premier temps à continuer à courir. Christian Deuschl est rapidement lâché et Ilka Herola bat Stefan Rettenegger. Cependant, ces athlètes sont finalement disqualifiés après avoir passé la ligne d'arrivée et donc mis hors classement. Derrière, il y a un groupe de cinq athlètes. Johannes Rydzek remporte la course devant Terence Weber et Johannes Lamparter. Laurent Muhlethaler termine quatrième devant David Mach.
Le lendemain, chez les femmes, Gyda Westvold Hansen ne participe pas à la course. Svenja Würth réalise un saut de 87 m avec deux barres d'élan que les autres concurrentes ce qui lui permet de prendre la tête du concours de saut. Elle réalise une belle performance car elle était incertaine en raison d'une douleur consécutive à sa chute de la veille. Elle devance de deux secondes Ema Volavsek (de) qui a réalisé le plus long saut du concours à 91,5 m. Nathalie Armbruster est troisième à 23 s et elle devance deux Autrichiennes Lisa Hirner et Claudia Purker. Jenny Nowak est sixième mais à près d'une minute de la tête de course. Dans la course de rollerski, Ema Volavsek rattrape rapidement Svenja Würth et la Slovène l'emporte en solitaire. Dans le dernier tour, Nathalie Armbruster double Svenja Würth et elle prend la deuxième place. Svenja Würth parvient de justesse à conserver la troisième place devant Ida Marie Hagen,. Elle signe son premier podium en combiné nordique depuis son arrivée dans la discipline. Jenny Nowak prend la cinquième place devant Lisa Hirner.
Chez les hommes, Stefan Rettenegger est le premier athlète à s'élancer et il réalise le plus long saut du jour à 97 m. L'Autrichien devance son frère Thomas Rettenegger (de) de 2 s qui a sauté à 94 m. Egalement disqualifié la veille, Ilkka Herola est troisième à 8 s du leader. Johannes Rydzek, le leader du classement général, est douzième à plus d'une minute de leader. Lors de la course de rollerski, Stefan Rettenegger, Thomas Rettenegger et Ilkka Herola font la course ensemble et Ilkka Herola s'impose au sprint devant Stefan Rettenegger. Lâché dans le dernier tour, Thomas Rettenegger parvient à conserver la troisième place. Johannes Rydzek remonte de la douzième à la quatrième et il remporte le classement général. Il devance Martin Fritz, Terence Weber et les Norvégiens Espen Andersen, Espen Bjørnstad et Jens Lurås Oftebro.

### Bilan de la compétition
Chez les hommes, Johannes Rydzek remporte la victoire au classement général. Il s'agit de sa cinquième victoire au classement général de la compétition après 2011, 2012, 2015 et 2016. L'Allemand est heureux et surpris de sa victoire. En effet, ce dernier était en difficulté sur le tremplin les semaines précédentes de la compétition. Franz-Josef Rehrl est deuxième au classement général devant Terence Weber. Chez les femmes, Ema Volavsek (de) remporte pour la deuxième fois consécutive le classement général de la compétition. Nathalie Armbruster prend la deuxième place devant Ida Marie Hagen. Jenny Nowak et Svenja Würth terminent quatrième et cinquième. Gyda Westvold Hansen, vainqueur de la Coupe du monde, n'a pris part qu'à trois compétitions et elle n'est pas classée dans le classement général final.
Chez les femmes Svenja Würth remporte le classement de la meilleure sauteuse devant Nathalie Armbruster. Chez les hommes, c'est Christian Deuschl (de) qui l'emporte devant Franz-Josef Rehrl et Johannes Rydzek. Les meilleurs fondeurs de la compétition sont Ida Marie Hagen et Johannes Rydzek. Ida Marie Hagen réalise le meilleur temps de ski sur trois compétitions sur quatre. Ema Volavsek et Daniela Dejori arrivent en deuxième et troisième de ce classement.
Le nouveau format « compact » semble être bien accueilli. Les écarts au départ étant plus faibles, des fondeurs rapides comme Johannes Rydzek, Eero Hirvonen ou Ida Marie Hagen sont partis avec une trentaine de secondes de retard au lieu d'une minute et 30 s. Les faibles écarts ont permis la création de groupes ce qui a rendu la course plus imprévisible que d'habitude. Par contre, comme prévu, la course est plutôt à l'avantage des fondeurs.
Alessandro Pittin s'est blessé à Oberwiesenthal et il souffre d'une rupture des ligaments croisés. Il sera absent plusieurs mois. Tout comme Alessandro Pittin, Einar Lurås Oftebro se blesse au ménisque à Oberwiesenthal et il va également être absent plusieurs mois. Quelques jours après la compétition, Ema Volavsek (de) fait plusieurs examens au genou gauche en raison de douleurs persistantes et qui confirme qu'elle a un ménisque endommagé. Elle est opérée à la fin du mois de septembre et elle sera absente plusieurs mois.

## Classements

### Individuel féminin
| Rang | Nom                    | Points |
| ---- | ---------------------- | ------ |
| 01   | Ema Volavšek (de)      | 370    |
| 02   | Nathalie Armbruster    | 320    |
| 03   | Ida Marie Hagen        | 310    |
| 04   | Jenny Nowak            | 250    |
| 05   | Svenja Würth           | 190    |
| 06   | Veronica Gianmoena     | 184    |
| 07   | Daniela Dejori         | 179    |
| 08   | Maria Gerboth          | 173    |
| 09   | Anju Nakamura          | 156    |
| 10   | Joanna Kil (pl)        | 134    |
| 11   | Claudia Purker         | 122    |
| 12   | Silva Verbič (de)      | 108    |
| 13   | Annika Malacinski (de) | 102    |
| 14   | Alexa Brabec (de)      | 100    |
| 15   | Lisa Hirner            | 098    |
| 16   | Magdalena Burger (de)  | 092    |
| 17   | Sophia Maurus (de)     | 088    |
| 18   | Greta Pinzani (de)     | 088    |
| 19   | Ronja Loh              | 080    |
| 20   | Anne Häckel (pl)       | 062    |

### Individuel masculin
Contrairement à la coupe du monde, le vainqueur du classement général de la compétition est l'athlète qui marque le plus de points et qui participe à toutes les compétitions.
| Rang | Nom                      | Points |
| ---- | ------------------------ | ------ |
| 01.  | Johannes Rydzek          | 330    |
| 02.  | Franz-Josef Rehrl        | 249    |
| 03.  | Terence Weber            | 200    |
| 04.  | David Mach               | 160    |
| 05.  | Wendelin Thannheimer     | 144    |
| 06.  | Simon Mach (de)          | 141    |
| 07.  | Samuel Costa             | 139    |
| 08.  | Espen Bjørnstad          | 134    |
| 09.  | Tristan Sommerfeldt (de) | 093    |
| 10.  | Ondřej Pažout            | 077    |
| 11.  | Christian Deuschl (de)   | 075    |
| 12.  | Gašper Brecl (de)        | 074    |
| 13.  | Vid Vrhovnik             | 055    |
| 14.  | Richard Stenzel          | 053    |
| 15.  | Jan Vytrval              | 052    |
| 16.  | Domenico Mariotti        | 050    |
| 17.  | Aaron Kostner            | 034    |
| 18.  | Christian Frank          | 034    |
| 19.  | Grant Andrews (it)       | 015    |

### Coupe des Nations
Le classement de la Coupe des nations est établi à partir d'un calcul qui fait la somme de tous les résultats obtenus par les athlètes d'un pays dans les épreuves individuelles ainsi que les deux meilleurs résultats du sprint par équipes. Une équipe du pays en tête de ce classement s'élancera en dernier lors du saut de l'épreuve par équipes.
| Rang | Nom        | Points  |
| ---- | ---------- | ------- |
| 01.  | Allemagne  | 1 397,5 |
| 02.  | Norvège    | 0610    |
| 03.  | Slovénie   | 0592,5  |
| 04.  | Italie     | 0526    |
| 05.  | Autriche   | 0314    |
| 06.  | Finlande   | 0244    |
| 07.  | États-Unis | 0239,5  |
| 08.  | Japon      | 0156    |
| 09.  | Pologne    | 0146,5  |
| 10.  | France     | 0144    |
| 11.  | Tchéquie   | 025     |

| Rang | Nom        | Points  |
| ---- | ---------- | ------- |
| 01.  | Allemagne  | 1 681,5 |
| 02.  | Autriche   | 1 058   |
| 03.  | Norvège    | 0460    |
| 04.  | France     | 0460    |
| 05.  | Finlande   | 0458    |
| 06.  | Italie     | 0311    |
| 07.  | Slovénie   | 0216,5  |
| 08.  | Tchéquie   | 0182    |
| 09.  | États-Unis | 0174,5  |
| 10.  | Ukraine    | 045     |
| 11.  | Pologne    | 026,5   |
| 12.  | Estonie    | 018     |
| 13.  | Kazakhstan | 009     |

## Résultats

### Épreuve mixte par équipes
| Date         | Épreuve                                      | Vainqueur                                         | Deuxième                                         | Troisième                                   | Leader du Grand Prix |
| ------------ | -------------------------------------------- | ------------------------------------------------- | ------------------------------------------------ | ------------------------------------------- | -------------------- |
| 27 août 2023 | Sprint mixte par équipes HS 105 / 2 × 7,5 km | Norvège I- Espen Bjørnstad - Gyda Westvold Hansen | Allemagne I- Julian Schmid - Nathalie Armbruster | Allemagne II- Johannes Rydzek - Jenny Nowak |                      |

### Résultats féminins
| Date         | Épreuve                            | Vainqueur            | Deuxième          | Troisième       | Leader du Grand Prix |
| ------------ | ---------------------------------- | -------------------- | ----------------- | --------------- | -------------------- |
| 26 août 2023 | Épreuve individuelle HS 105 / 5 km | Gyda Westvold Hansen | Ema Volavšek (de) | Ida Marie Hagen | Gyda Westvold Hansen |

| Date         | Épreuve                            | Vainqueur            | Deuxième          | Troisième           | Leader du Grand Prix |
| ------------ | ---------------------------------- | -------------------- | ----------------- | ------------------- | -------------------- |
| 30 août 2023 | Épreuve individuelle HS 106 / 5 km | Gyda Westvold Hansen | Ema Volavšek (de) | Nathalie Armbruster | Gyda Westvold Hansen |

| Date             | Épreuve                                    | Vainqueur         | Deuxième            | Troisième           | Leader du Grand Prix |
| ---------------- | ------------------------------------------ | ----------------- | ------------------- | ------------------- | -------------------- |
| 2 septembre 2023 | Épreuve compacte individuelle HS 98 / 5 km | Ida Marie Hagen   | Ema Volavšek (de)   | Nathalie Armbruster | Ema Volavšek (de)    |
| 3 septembre 2023 | Épreuve individuelle HS 98 / 5 km          | Ema Volavšek (de) | Nathalie Armbruster | Svenja Würth        | Ema Volavšek (de)    |

### Résultats masculins
| Date         | Épreuve                             | Vainqueur     | Deuxième        | Troisième         | Leader du Grand Prix |
| ------------ | ----------------------------------- | ------------- | --------------- | ----------------- | -------------------- |
| 26 août 2023 | Épreuve individuelle HS 105 / 10 km | Julian Schmid | Johannes Rydzek | Franz-Josef Rehrl | Julian Schmid        |

| Date         | Épreuve                             | Vainqueur     | Deuxième      | Troisième         | Leader du Grand Prix |
| ------------ | ----------------------------------- | ------------- | ------------- | ----------------- | -------------------- |
| 30 août 2023 | Épreuve individuelle HS 137 / 10 km | Julian Schmid | Eero Hirvonen | Franz-Josef Rehrl | Julian Schmid        |

| Date             | Épreuve                                      | Vainqueur       | Deuxième           | Troisième               | Leader du Grand Prix |
| ---------------- | -------------------------------------------- | --------------- | ------------------ | ----------------------- | -------------------- |
| 2 septembre 2023 | Épreuve compacte individuelle HS 98 / 7,5 km | Johannes Rydzek | Terence Weber      | Johannes Lamparter      | Johannes Rydzek      |
| 3 septembre 2023 | Épreuve individuelle HS 98 / 10 km           | Ilkka Herola    | Stefan Rettenegger | Thomas Rettenegger (de) | Johannes Rydzek      |